# Betty Friedan

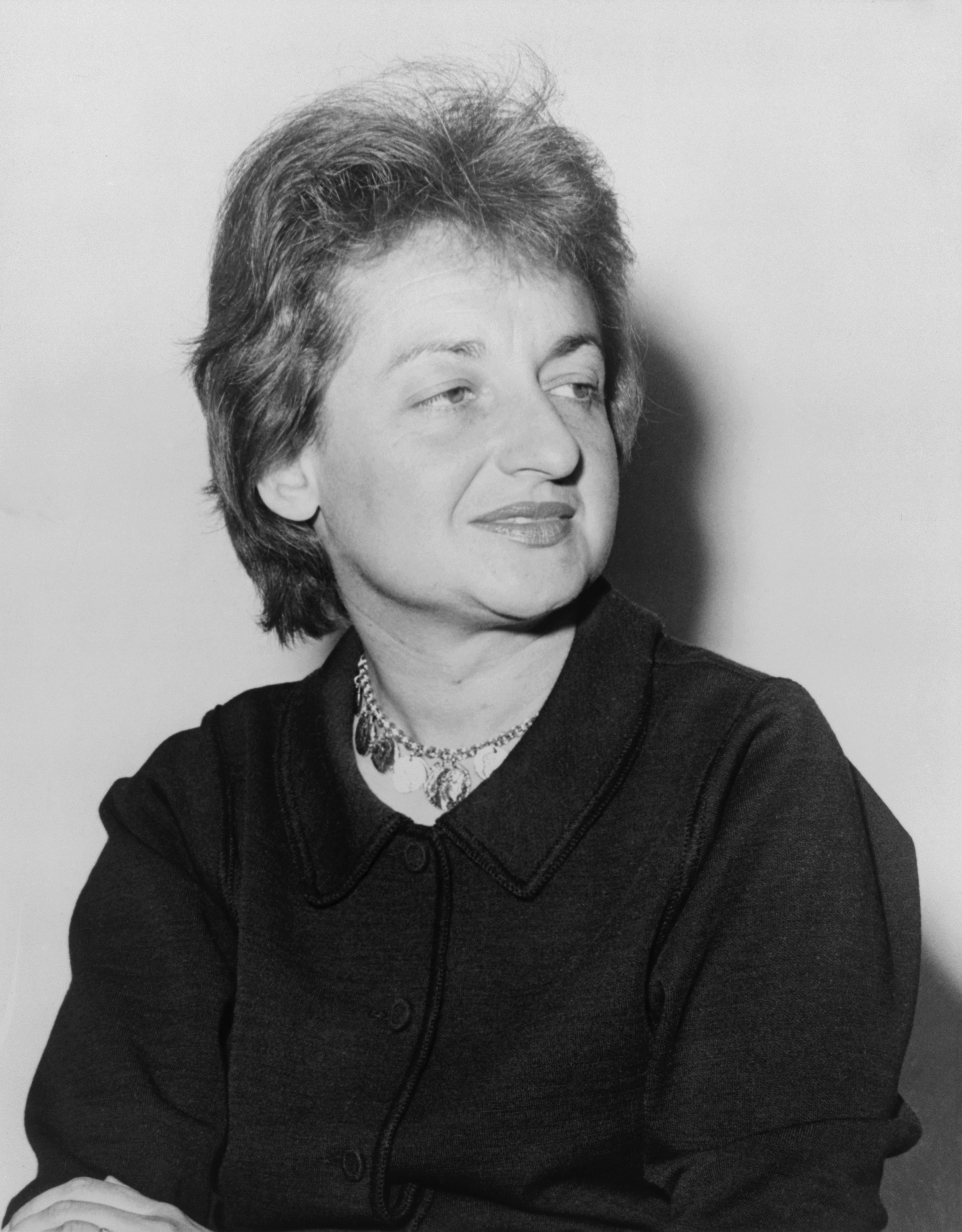
Betty Friedan, 1960

Betty Friedan [betɪ ˈfɹiːdən] (* 4. Februar 1921 in Peoria, Illinois; † 4. Februar 2006 in Washington, D.C.; geborene Bettye Naomi Goldstein) war eine US-amerikanische Feministin und Publizistin.

## Leben
Bettye Goldstein wuchs als Tochter des Juweliers Harry Goldstein, eines Immigranten aus Russland, und Miriam (geborene Horwitz) Goldstein in Peoria (Illinois) auf. Die Mutter gab ihre Arbeit als Redakteurin der Frauenseite einer lokalen Zeitung auf, um sich ganz der Familie zu widmen. 1938 schloss Friedan als Beste ihres Jahrgangs die High School ab. Anschließend studierte sie Psychologie und Soziologie am Smith College, wo sie mit der Auszeichnung summa cum laude abschloss. 1942 erhielt sie ein Stipendium für ein postgraduales Studienjahr an der University of California at Berkeley, wo sie gemeinsam mit dem Psychoanalytiker Erik H. Erikson studierte. Nach 1943 arbeitete sie als Journalistin für diverse Zeitungen und Zeitschriften, ab 1952 als freischaffende Publizistin.
1947 heiratete sie den Theaterproduzenten Carl Friedan († 2004). Aus der 1969 geschiedenen Ehe sind drei Kinder hervorgegangen, darunter der theoretische Physiker Daniel Friedan. Betty Friedan starb an ihrem 85. Geburtstag in ihrem Haus in Washington D.C. an Herzversagen.
2016 wurde ein Asteroid nach ihr benannt: (249523) Friedan.

## Werk
Friedan kritisierte die Reduktion von Frauen auf ihre Rolle als Mutter und Hausfrau. In ihrem Bestseller The Feminine Mystique (1963, deutsch: Der Weiblichkeitswahn, 1966), der in viele Sprachen übersetzt und bis zu ihrem Tod international über drei Millionen Mal verkauft wurde, wies sie unter anderem darauf hin, wie die tief verwurzelten Vorstellungen von den Aufgaben einer Frau und Mutter in der Familie z. B. durch die Werbung und damit die Konsumgüterindustrie unterstützt wurden. Eines ihrer konkreten Beispiele entlarvte den Unsinn der vielen Putzmittel, die den Frauen das Gefühl verleihen sollten, sie seien Expertinnen auf dem Gebiet des Saubermachens und spielten im Haushalt eine unersetzbare Rolle. Ihre Ideen wurden vom Psychologen Abraham Maslow beeinflusst.
Im Jahr 1966 gründete sie die National Organization for Women (NOW), deren erste Präsidentin sie bis 1970 war. Friedan war der Ansicht, Männer sollen aktiv in die Emanzipationsbestrebungen von Frauen einbezogen werden.

## Veröffentlichungen (in deutscher Übersetzung)
- Der Weiblichkeitswahn. Ein vehementer Protest gegen das Wunschbild von der Frau. Übersetzt von Margaret Carroux. Rowohlt, Reinbek 1966; Neuausgabe ebenda 1975, ISBN 3-499-16721-2 (The Feminine Mystique); wieder 2016, ISBN 9783688100415.
- Das hat mein Leben verändert. Beiträge und Reflexionen zur Frauenbewegung. Rowohlt, Reinbek 1977; Neuausgabe ebenda 1982, ISBN 3-499-17651-3 (Teilausgabe von It Changed My Life).
- Der zweite Schritt. Ein neues feministisches Konzept. Rowohlt, Reinbek 1982, ISBN 3-498-02040-4 (leicht gekürzte Fassung von The Second Stage).
- Mythos Alter. Rowohlt, Reinbek 1995; Neuausgabe ebenda 1997, ISBN 3-499-60345-4 (The Fountain of Age).